# کارلوس نوا
کارلوس نوا (انگلیسی: Carlos Neva؛ زادهٔ ۱۲ ژوئن ۱۹۹۶) بازیکن فوتبال اهل اسپانیا است.
از باشگاه‌هایی که در آن بازی کرده‌است می‌توان به باشگاه فوتبال گرانادا اشاره کرد.